# سيفدا إرجينجي
سيفدا إرجينجي هي ممثلة تركية من اصول عربية سوريا كما صرحت بعد انتهاء مسلسل جيفان مارت ولدت في 3 أكتوبر 1993.

## روابط خارجية
سيفدا إرجينجي على موقع IMDb (الإنجليزية)
- سيفدا إرجينجي على موقع روتن توميتوز (الإنجليزية)
- سيفدا إرجينجي على موقع قاعدة بيانات الأفلام العربية
- سيفدا إرجينجي على موقع قاعدة بيانات الفيلم (الإنجليزية)
- سيفدا إرجينجي على موقع كينوبويسك (الروسية)